# Kämpfer
Kämpfer (けんぷファー) là bộ light novel được viết bởi Tsukiji Toshihiko và minh họa bởi Senmu. Bộ tiểu thuyết này gồm 15 tập do Media Factory phát hành thông qua nhà xuất bản MF Bunko J của họ từ tháng 11 năm 2006 đến tháng 3 năm 2010. Cốt truyện xoay quanh anh chàng học sinh trung học Senō Natsuru vào một buổi sáng khi thức dậy lại trở thành một cô gái và bị bắt phải chiến đấu trong một cuộc chiến giữa các Kämpfer mà anh không thích tham gia.
Bộ tiểu thuyết còn được chuyển thể thành manga do Tachibana Yu thực hiện và đăng trên tạp chí Monthly Comic Alive của Media Factory từ tháng 4 năm 2008. Sau đó tập hợp lại thành các tankōbon. Nomad cũng đã thực hiện chuyển thể anime và phát sóng tại Nhật Bản từ ngày 02 tháng 10 đến ngày 17 tháng 12 năm 2009 trên kênh TBS với 12, hai tập thêm có tựa Kämpfer für die Liebe cũng được thực hiện và chiếu tại các rạp Nhật Bản ngày 06 tháng 3 năm 2010 và sau đó chiếu trên truyền hình ngày 31 tháng 3 năm 2010.

## Tổng quan

### Nhân vật

#### Chính
Senō Natsuru (瀬能 ナツル, せのう ナツル)
Lồng tiếng bởi: Inoue Marina
Mishima Akane (美嶋 紅音, みしま あかね)
Lồng tiếng bởi: Horie Yui
Sangō Shizuku (三郷 雫, さんごう しずく)
Lồng tiếng bởi: Nazuka Kaori
Kondō Mikoto (近堂 水琴, こんどう みこと)
Lồng tiếng bởi: Asumi Kana
Sakura Kaede (沙倉 楓, さくら かえで)
Lồng tiếng bởi: Nakajima Megumi

#### Khu vực nam trong trường
Higashida Mikihito (東田 幹仁, ひがしだ みきひと)
Lồng tiếng bởi: Kawahara Yoshihisa
Hanzawa Yūichi (半澤 友一, はんざわ ゆういち)

#### Khu vực nữ trong trường
Kuzuhara Midori (葛原 みどり, くずはら みどり)
Nishino Masumi (西乃 ますみ, にしの ますみ)
Lồng tiếng bởi: Mikami Shiori
Iin-chō (委員長)
Lồng tiếng bởi: Kobayashi Yūki
Fuku Iin-chō (副委員長)
Lồng tiếng bởi: Gotō Yūko
Kaikei (会計, かいけい)
Lồng tiếng bởi: Aranami Kazusa

#### Kämpfer trắng
Ueda Rika (植田 理香, うえだ りか)
Lồng tiếng bởi: Ueda Kana
Nakao Sayaka (中尾 沙也香, なかお さやか)
Lồng tiếng bởi: Nakao Eri
Yamakawa Ryōka (山川 涼花, やまかわ りょうか)
Lồng tiếng bởi: Yamakawa Kotomi
Minagawa Hitomi (皆川 瞳美, みながわ ひとみ)
Lồng tiếng bởi: Minagawa Junko

#### Thú nhồi bông
Harakiri Tiger (ハラキリトラ)
Lồng tiếng bởi: Nomura Michiko
Seppuku Kuro Usagi (セップククロウサギ)
Lồng tiếng bởi: Tamura Yukari
Kanden Yamaneko (カンデンヤマネコ)
Lồng tiếng bởi: Mizuki Nana
Chissoku Norainu (チッソクノライヌ)
Lồng tiếng bởi: Noto Mamiko
Hiaburi Lion (ヒアブリライオン)
Lồng tiếng bởi: Utsumi Kenji
Hikinige Kaba (ヒキニゲカバ)
Bakuhatsu Penguin (バクハツペンギン)
Lồng tiếng bởi: Kugimiya Rie

#### Khác
Moderator (モデレーター)
Shinomiya Tamiko (篠宮多美子, しのみや たみこ)

## Truyền thông

### Light novel
Bộ light novel được viết bởi Tsukiji Toshihiko và minh họa bởi Senmu. Bộ tiểu thuyết này gồm 15 tập do Media Factory phát hành thông qua nhà xuất bản MF Bunko J của họ từ tháng 11 năm 2006 đến tháng 3 năm 2010. Cốt truyện chính dài 12 tập, 3 tập còn lại là tổng hợp các mẫu truyện nhỏ. Sharp Point Press đã đăng ký bản quyền để phát hành loạt tiểu thuyết này tại Đài Loan.

### Manga
Tachibana Yu đã thực hiện chuyển thể manga và đăng trên tạp chí Monthly Comic Alive của Media Factory từ tháng 4 năm 2008 đến tháng 8 năm 2013. Sau đó tập hợp lại thành 10 tankōbon. Tokyopop giữ bản quyền phiên bản tiếng Anh của loạt manga để phát hành tại thị trường Bắc Mỹ còn Sharp Point Press đăng ký tại Đài Loan.

### Anime
Nomad cũng đã thực hiện chuyển thể anime và phát sóng tại Nhật Bản từ ngày 02 tháng 10 đến ngày 17 tháng 12 năm 2009 trên kênh TBS với 12 tập. Sentai Filmworks đã đăng ký bản quyền phiên bản lồng tiếng Anh của bộ anime tại thị trường Bắc Mỹ. Nhà phân phối Section23 Films đã phát hành bộ hộp DVD chứa toàn bộ các tập anime vào ngày 18 tháng 1 năm 2011.
Hai tập thêm có tựa Kämpfer für die Liebe cũng được thực hiện và chiếu tại các rạp ở Nhật Bản ngày 06 tháng 3 năm 2010 và sau chiếu trên truyền hình ngày 31 tháng 3 năm 2010.

### Internet Radio
Một chương trình phát thanh trên mạng có tên Radio Kämpfer Kenji to ai no Wakuwaku Zoumotsu Land (ラジオ けんぷファー 賢二と愛のわくわく臓物ランド) hỗ trợ cho bộ anime đã phát sóng trên một kênh của TBS là Wakuwaku Doubutsu Land (わくわく動物ランド) từ ngày 04 tháng 9 đến ngày 25 tháng 12 năm 2009 với 17 chương trình. Người dẫn chương trình chính là thú nhồi bông mang hình con sư tử bị thiêu sống các nhân vật sẽ lần lượt xuất hiện ở các chương trình sao cho tương thích với anime.

### Drama CD
Lantis đã phát hành một đĩa drama CD của phiên bản anime vào ngày 10 tháng 3 năm 2010.

### Âm nhạc
Bộ anime có hai bài hát chủ đề, một mở đầu và một kết thúc. bài hát mở đầu có tên Unreal Paradise (あんりある□パラダイス) do Kuribayashi Minami trình bày, đĩa đơn chứa bài hát đã phát hành vào ngày 21 tháng 10 năm 2009. Bài hát kết thúc có tên One Way Ryou Omoi (ワンウェイ両想い) do Inoue Marina và Nakajima Megumi trình bày, đĩa đơn chứa bài hát đã phát hành vào ngày 11 tháng 11 năm 2009. Album chứa các bản nhạc dùng trong bộ anime đã phát hành vào ngày 13 tháng 1 năm 2010. Album chứa các bài hát do các nhân vật trình bày đã phát hành vào ngày 27 tháng 1 năm 2010.
| Unreal Paradise (あんりある□パラダイス) | Unreal Paradise (あんりある□パラダイス)                           | Unreal Paradise (あんりある□パラダイス) |
| STT                                     | Nhan đề                                                           | Thời lượng                              |
| --------------------------------------- | ----------------------------------------------------------------- | --------------------------------------- |
| 1.                                      | "Unreal Paradise (あんりある□パラダイス)"                         | 4:20                                    |
| 2.                                      | "Seijaku no Udewa (静寂の腕輪)"                                   | 5:14                                    |
| 3.                                      | "Unreal Paradise (off vocal) (あんりある□パラダイス (off vocal))" | 4:20                                    |
| 4.                                      | "Seijaku no Udewa (off vocal) (静寂の腕輪 (off vocal))"           | 5:11                                    |
| Tổng thời lượng:                        | Tổng thời lượng:                                                  | 19:05                                   |

| One Way Ryou Omoi/Tatakae☆Moralism (ワンウェイ両想い/タタカエ☆モラリズム) | One Way Ryou Omoi/Tatakae☆Moralism (ワンウェイ両想い/タタカエ☆モラリズム)                              | One Way Ryou Omoi/Tatakae☆Moralism (ワンウェイ両想い/タタカエ☆モラリズム) |
| STT                                                                       | Nhan đề                                                                                                | Thời lượng                                                                |
| ------------------------------------------------------------------------- | --- | ------------------------------------------------------------------------- |
| 1.                                                                        | "One Way Ryou Omoi (ワンウェイ両想い)"                                                                 | 3:43                                                                      |
| 2.                                                                        | "Tatakae☆Moralism (タタカエ☆モラリズム)"                                                               | 4:05                                                                      |
| 3.                                                                        | "One Way Ryou Omoi -unstoppable delusion ≒ mpulse- (ワンウェイ両想い -unstoppable delusion ≒ mpulse-)" | 7:23                                                                      |
| 4.                                                                        | "One Way Ryou Omoi (instrumental) (ワンウェイ両想い (instrumental))"                                   | 3:40                                                                      |
| Tổng thời lượng:                                                          | Tổng thời lượng:                                                                                       | 19:05                                                                     |

| Kämpfer Original Sound Track (けんぷファー オリジナルサウンドトラック) | Kämpfer Original Sound Track (けんぷファー オリジナルサウンドトラック)      | Kämpfer Original Sound Track (けんぷファー オリジナルサウンドトラック) |
| STT                                                                    | Nhan đề                                                                     | Thời lượng                                                             |
| ---------------------------------------------------------------------- | --------------------------------------------------------------------------- | ---------------------------------------------------------------------- |
| 1.                                                                     | "Unreal Paradise (TV size) (あんりある□パラダイス (TV size))"               | 1:35                                                                   |
| 2.                                                                     | "Kämpfer no Theme (けんぷファーのテーマ)"                                   | 2:15                                                                   |
| 3.                                                                     | "RED OR BLUE!?"                                                             | 2:05                                                                   |
| 4.                                                                     | "Senou Natsuru ♂ no Theme (瀬能ナツル♂のテーマ)"                            | 2:00                                                                   |
| 5.                                                                     | "Aa, Sakura-san (ああ、沙倉さん□)"                                          | 2:16                                                                   |
| 6.                                                                     | "Daijoubu? Akane-chan (大丈夫?紅音ちゃん)"                                  | 1:40                                                                   |
| 7.                                                                     | "Nanda, Mikoto ka (何だ、水琴か)"                                           | 1:58                                                                   |
| 8.                                                                     | "Ka, Kaichou...? (か、会長…?)"                                              | 2:24                                                                   |
| 9.                                                                     | "Ippen Ittekoi!! (いっぺん逝ってこい!!)"                                    | 1:54                                                                   |
| 10.                                                                    | "Eye Catch 1 (アイキャッチ1)"                                               | 0:08                                                                   |
| 11.                                                                    | "Eye Catch 2 (アイキャッチ2)"                                               | 0:08                                                                   |
| 12.                                                                    | "Thrill to Suspense ni Michita Mainichi? (スリルとサスペンスに満ちた毎日?)" | 1:57                                                                   |
| 13.                                                                    | "Zoumotsu Animals (臓物アニマルズ)"                                         | 1:43                                                                   |
| 14.                                                                    | "Natsuru no Kunou (ナツルの苦悩)"                                           | 2:08                                                                   |
| 15.                                                                    | "Seitetsu Gakuin Joshibu (星鐵学院女子部)"                                  | 1:30                                                                   |
| 16.                                                                    | "Hanayaka na Joshibu (華やかな女子部)"                                      | 1:53                                                                   |
| 17.                                                                    | "Himitsu no Hanazono!? (秘密の花園!?)"                                      | 1:59                                                                   |
| 18.                                                                    | "Nagasarete... (流されて…)"                                                 | 2:00                                                                   |
| 19.                                                                    | "Iya na Yokan (嫌な予感)"                                                   | 2:13                                                                   |
| 20.                                                                    | "Ijirare Houdai desu (いじられ放題です)"                                    | 1:44                                                                   |
| 21.                                                                    | "Moteasobare Houdai desu (もてあそばれ放題です)"                            | 2:03                                                                   |
| 22.                                                                    | "Tekitou na Danshibu (適当な男子部)"                                        | 2:06                                                                   |
| 23.                                                                    | "Yokaranu Takurami (よからぬ企み)"                                          | 1:50                                                                   |
| 24.                                                                    | "Joshibu ni Kakeru Hashi (女子部にかける橋)"                                | 1:45                                                                   |
| 25.                                                                    | "Eye Catch 3 (アイキャッチ3)"                                               | 0:10                                                                   |
| 26.                                                                    | "Eye Catch 4 (アイキャッチ4)"                                               | 0:08                                                                   |
| 27.                                                                    | "Date de Uki Uki (デートでウキウキ)"                                        | 2:06                                                                   |
| 28.                                                                    | "Koigokoro (恋心)"                                                          | 1:56                                                                   |
| 29.                                                                    | "Moderator no Ishi (モデレーターの意思)"                                    | 2:04                                                                   |
| 30.                                                                    | "Shitou no Kaimaku (死闘の開幕)"                                            | 1:50                                                                   |
| 31.                                                                    | "Tatakau Otometachi (戦う乙女たち)"                                         | 1:51                                                                   |
| 32.                                                                    | "Taijisuru Kämpfer-tachi (対峙するケンプファーたち)"                        | 1:51                                                                   |
| 33.                                                                    | "Pinch!! (ピンチ!!)"                                                        | 1:59                                                                   |
| 34.                                                                    | "Tatakau tame no Sonzai (戦うための存在)"                                   | 2:07                                                                   |
| 35.                                                                    | "Eye Catch 5 (アイキャッチ5)"                                               | 0:12                                                                   |
| 36.                                                                    | "Koori no Shisen (氷の視線)"                                                | 2:02                                                                   |
| 37.                                                                    | "Mienai Ito (見えない糸)"                                                   | 1:51                                                                   |
| 38.                                                                    | "Tatakau Riyuu (戦う理由)"                                                  | 1:57                                                                   |
| 39.                                                                    | "Unmei ni Aragae!! (運命に抗え!!)"                                          | 1:57                                                                   |
| 40.                                                                    | "Kuromaku no Shoutai (黒幕の正体)"                                          | 2:00                                                                   |
| 41.                                                                    | "Unreal Paradise (Kessen Version) (あんりある□パラダイス (決戦バージョン))" | 1:43                                                                   |
| 42.                                                                    | "Iya -Seishun desu ne- (いやー青春ですねー)"                                | 2:12                                                                   |
| 43.                                                                    | "One-way Ryouomoi (TV size) (ワンウェイ両想い (TV size))"                   | 1:29                                                                   |
| Tổng thời lượng:                                                       | Tổng thời lượng:                                                            | 1:14:39                                                                |

| Kämpfer Character Song Album (けんぷファー キャラクターソングアルバム) | Kämpfer Character Song Album (けんぷファー キャラクターソングアルバム)             | Kämpfer Character Song Album (けんぷファー キャラクターソングアルバム) |
| STT                                                                    | Nhan đề                                                                            | Thời lượng                                                             |
| ---------------------------------------------------------------------- | ---------------------------------------------------------------------------------- | ---------------------------------------------------------------------- |
| 1.                                                                     | "Hohoemi Charge (微笑みチャージ)"                                                  | 3:39                                                                   |
| 2.                                                                     | "Darling Darling (ダーリンダーリン)"                                               | 4:07                                                                   |
| 3.                                                                     | "experiment"                                                                       | 4:03                                                                   |
| 4.                                                                     | "Spice Girl Heart Club (すぱいすがーるはーとくらぶ)"                               | 3:38                                                                   |
| 5.                                                                     | "Sugao de Fall in Love (素顔でフォーリンラブ)"                                     | 4:10                                                                   |
| 6.                                                                     | "Hohoemi Charge (instrumental) (微笑みチャージ (instrumental))"                    | 3:39                                                                   |
| 7.                                                                     | "Darling Darling (instrumental) (ダーリンダーリン (instrumental))"                 | 4:07                                                                   |
| 8.                                                                     | "experiment (instrumental)"                                                        | 4:03                                                                   |
| 9.                                                                     | "Spice Girl Heart Club (instrumental) (すぱいすがーるはーとくらぶ (instrumental))" | 3:38                                                                   |
| 10.                                                                    | "Sugao de Fall in Love (instrumental) (素顔でフォーリンラブ (instrumental))"       | 4:05                                                                   |
| Tổng thời lượng:                                                       | Tổng thời lượng:                                                                   | 39:09                                                                  |

Hai tập thêm có chung hai bài hát chủ đề mở đầu và kết thúc. Bài hát mở đầu có tên Choose my love! do Kuribayashi Minami trình bày, bài hát kết thúc có tên Mousou Shoujo A (妄想少女A) do Horie Yui và Tamura Yukari trình bày. Đĩa đơn chứa hai bài hát đã phát hành vào ngày 20 tháng 4 năm 2011.
| Choose My Love!/Mousou Shoujo A (Choose my love! /妄想少女A) | Choose My Love!/Mousou Shoujo A (Choose my love! /妄想少女A)                       | Choose My Love!/Mousou Shoujo A (Choose my love! /妄想少女A) |
| STT                                                          | Nhan đề                                                                            | Thời lượng                                                   |
| ------------------------------------------------------------ | ---------------------------------------------------------------------------------- | ------------------------------------------------------------ |
| 1.                                                           | "Choose my love!"                                                                  | 4:15                                                         |
| 2.                                                           | "Mousou Shoujo A (妄想少女A)"                                                      | 4:14                                                         |
| 3.                                                           | "Choose my love! (instrumental)"                                                   | 4:15                                                         |
| 4.                                                           | "Mousou Shoujo A (instrumental) (妄想少女A (instrumental))"                        | 4:14                                                         |
| 5.                                                           | "One Way Mochiron Kataomoi (Bonus Track) (ワンウェイもちろん片想い (Bonus Track))" | 3:39                                                         |
| Tổng thời lượng:                                             | Tổng thời lượng:                                                                   | 20:38                                                        |